# Otón de Hesse-Kassel
Otón fue heredero del electorado de Hesse-Kassel y administrador de la Abadía de Hersfeld. No llegó a ser elector ya que falleció antes que su padre.

## Biografía
Era el hijo mayor del Landgrave Mauricio de Hesse-Kassel (1572-1632)y de la princesa Inés de Solms-Laubach (1578-1602). El poeta Hermann Kirchner, posteriormente profesor de retórica en la Universidad de Marburgo, escribió un poema para conmemorar un cumpleaños suyo. El Ottoneum, construido en Kassel en 1603, fue el primer teatro construido en Alemania, su padre le puso su nombre en honor suyo.
Otón y sus hermanos fueron educados por su padre. En 1606 se convirtió en administrador laico de la Abadía de Hersfeld, que para entonces era una institución luterana. Tras completar sus estudios en la Universidad de Marburgo, emprendió un Gran Tour, comenzando en La Haya con una recepción por parte de Mauricio de Orange. Estuvo en Inglaterra del 23 de junio al 7 de agosto de 1611, con una comitiva de unos treinta hombres, siendo uno de los posibles pretendientes de la princesa Isabel Estuardo, pero no hubo compromiso y más tarde se casó con el elector Federico V del Palatinado, primo segundo de Otón. Como su padre era conocido como un hábil compositor, la música jugó un papel importante en el entretenimiento. John Milton, el padre del poeta, compuso una canción en cuatro partes, por la cual el landgrave heredero le entregó una medalla de oro. También haría una visita a Escocia.
Cuando regresó, su padre lo involucró en los negocios de gobierno. En enero de 1614, su padre le confió la gobernación del principado superior, el "Land del Lahn", en Marburgo y en noviembre su padre lo envió a Francia para felicitar al rey Luis XIII, quien había sido liberado de la tutela de su madre María de Médici al llegar a la edad adulta.

## Matrimonios y descendencia
En el 24 de agosto de 1613, Otón se casó a los 19 años en Kassel con la princesa Catalina Úrsula de Baden-Durlach (1593-15 de febrero de 1615), hija del margrave Jorge Federico de Baden-Durlach, tuvieron un hijo nacido muerto, en cuyo parto también murió su esposa.
El 14 de junio de 1617, contrajo segundas nupcias en Dessau con la princesa Inés Magdalena de Anhalt-Dessau (29 de marzo de 1590-24 de octubre de 1626), hija del príncipe Juan Jorge I de Anhalt-Dessau. Este matrimonio no tuvo descendencia por la brevedad de su duración.
Otón tuvo un hijo ilegítimo con una mujer desconocida, nacido póstumamente:
- Ernesto Reinhardo de Hattenbach (n. Hachborn, 17 de diciembre de 1617 - m. Rodenberg, 1 de abril de 1694), casado en 1669 con una dama de honor de la landgravina Eduviges, Ana Catalina de Hake (1650-1707), hija de Daniel de Hake y Klein-Machnow (1582-1648) y su segunda esposa, Brigída del Gröben, tuvieron descendencia.

## Muerte
En 1617 enfermo de rubéola. Tenía fiebre y estando en su lecho de enfermo, un perro empezó ladrar mucho, molestándolo por lo que intentó dispararle. Falló de tan mala manera que se disparo accidentalmente en el pecho y murió. Fue enterrado en la Iglesia parroquial luterana de Santa María en Marburgo. 